# Marjakari (ö i Kymmenedalen)
Marjakari är en ö i Finland. Den ligger i Finska viken och i kommunen Kotka i den ekonomiska regionen  Kotka-Fredrikshamn i landskapet Kymmenedalen, i den södra delen av landet. Ön ligger omkring 21 kilometer söder om Kotka och omkring 120 kilometer öster om Helsingfors.
Öns area är 7 hektar och dess största längd är 0,5 kilometer i nord-sydlig riktning.